# Галатия

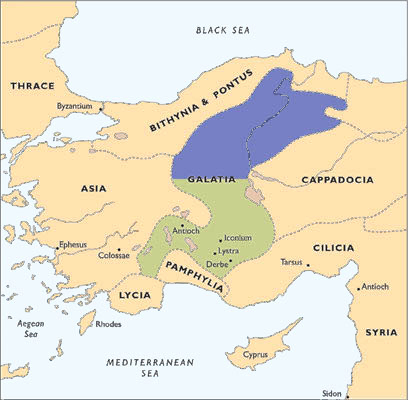
Государство галатов

Галатия (др.-греч. Γαλατία; лат. Galatia) — историческая область в центральной области возвышенности Анатолии (современная Турция). Галатия граничила на севере с Вифинией и Пафлагонией, на востоке с Понтом, на юге с Ликаонией и Каппадокией и на западе с Фригией, восточная часть которой захвачена галатами. Анкара, современная столица Турции, принадлежала Галатии.

## Название
Галатия получила своё название от галатов, пришедших сюда в III веке до н. э.. На востоке её называли «Галлия», а римские писатели называли её жителей «галлы». Так как жители Галатии представляли собой смесь кельтов с греками, Фрэнсис Бэкон и другие писатели эпохи Возрождения называли их «галло-греками», а страну — «Галлогрецией».

## Происхождение
Галаты появились в результате великого переселения восточных кельтов (галлов), проникших в 281 до нашей эры во Фракию. Кельтский вождь Бренн, возглавлявший большое войско, вторгся в Грецию и намеревался осквернить и разграбить храм Аполлона в Дельфах, но, как утверждается, его напугала разразившаяся гроза, которую он посчитал зловещим предзнаменованием. Около десяти тысяч кельтов (включая женщин, детей и рабов) переправились в Малую Азию по приглашению царя Вифинии Никомеда I, которому требовалась поддержка в династической борьбе. Также кельты вторглись в Македонию, и в битве убили македонского царя Птолемея II, но, в конечном счёте, были изгнаны Антигоном II. Позднее они расселились в восточной Фригии, Каппадокии и центральной Анатолии и создали государство Галатия.
В 183 г. до н. э. Галатия захвачена Пергамом. В 168—167 гг. до н. э. мощное восстание галатов потрясло Пергамское царство; восстание было подавлено, но в 166 г. до н. э., по постановлению римского сената (в это время Рим уже был силён и мог повелевать другими государствами), Галатия была объявлена свободной страной, но фактически стала подконтрольным Риму государством. Так, в 44 г. до н. э. римляне отдали Галатию тетрарху Дейотару, получившему титул царя и римского союзника. После гибели последнего галатского царя Аминты в 25 г. Галатия была превращена в римскую провинцию с центром в Анкире (совр. Анкара) и входила в состав Римской империи, а затем Византии.